# Brunello Spinelli
Brunello Spinelli (Firenze, 1939. május 26. – Firenze, 2018. február 6.) olimpiai bajnok olasz vízilabdázó.

## Pályafutása
A Fiamme Oro csapatában játszott. Az 1960-as római olimpián aranyérmes lett a válogatottal és két mérkőzésen vett részt kapusként.
2018. február 6-án 78 évesen közlekedési balesetben vesztette életét.

## Sikerei, díjai
- Olimpiai játékok
  - aranyérmes: 1960, Róma